# Stella Ifeanyi Smith
Stella Ifeanyi Smith là một nhà khoa học y tế của Nigeria có những đóng góp quan trọng trong sinh học phân tử và công nghệ sinh học. Smith gia nhập Viện nghiên cứu y học Nigeria năm 1988 và được làm giám đốc nghiên cứu vào năm 2013. Tính đến tháng 9 năm 2018, cô đã có 1739 trích dẫn về "học giả Google".

## Cuộc sống cá nhân và giáo dục
Sinh ngày 28 tháng 1 năm 1965, Smith nhận bằng vi sinh đầu tiên của Đại học Ilorin vào năm 1986. Sau đó, cô nhận bằng thạc sĩ về vi sinh y học tại Đại học Lagos. Cô đã hoàn thành bằng tiến sĩ từ cùng trường vào năm 1996.

## Những công bố
Năm 2001, cô đã thực hiện một nghiên cứu trên 459 bệnh nhân tiêu chảy ở Lagos. Các bệnh nhân nhiễm khuẩn Shigella spp. và Escherichia coli. Từ những phát hiện của mình, bà khuyến cáo nên tránh sử dụng ampicillin, tetracycline, co-trimoxazole và streptomycin trong điều trị shigellosis giai đoạn đầu vì các đặc tính và mức độ kháng thuốc của nghiên cứu là điều đáng quan tâm. Cô đã xác định axit Nalidixic, ciprofloxacin và ofloxacin là những lựa chọn thay thế an toàn hơn.
Năm 2006, bà đã kiểm tra tác dụng kháng khuẩn của chiết xuất thực vật ăn được trên escherichia coli 0157: H7. Trong nghiên cứu của mình, bốn loại cây khác nhau (Entada Châu Phi (vỏ cây), Terminalia avicennoides (vỏ cây), Mitragyna oblulosa (vỏ cây) Lannae acida (vỏ thân cây)) đã được kiểm tra bằng ethanol và chiết xuất nước bằng phương pháp khuếch tán agar cho mười chủng của họ. E coli 0157: H7 (EHEC). Các kết quả khác nhau tùy thuộc vào sự kết hợp được sử dụng cho thử nghiệm.